# 46580 Ryouichiirie
46580 Ryouichiirie este un asteroid din centura principală de asteroizi.

## Descriere
46580 Ryouichiirie este un asteroid din centura principală de asteroizi. A fost descoperit pe 2 aprilie 1992 la Geisei de Tsutomu Seki. Asteroidul prezintă o orbită caracterizată de o semiaxă mare de 2,66 ua, o excentricitate de 0,13 și o înclinație de 13,6° în raport cu ecliptica.